# Epifani d'Alexandria
Epifani d'Alexandria, en llatí Epiphanius, en grec antic Ἐπιφάνιος, fou un escriptor grec egipci, fill del matemàtic Teó d'Esmirna, Theon, autor d'uns comentaris sobre Ptolemeu, dirigits al seu fill. Probablement va escriure περὶ βροντῶν καὶ ἀστραπῶν (Sobre els trons i els llamps), juntament amb un Andreu o Andrees.